# LMBT-témájú filmek listája
Ez a lista azokat a filmeket tartalmazza, amelyekben leszbikus, meleg, biszexuális vagy transznemű szereplők szerepelnek, beleértve – de nem kizárólag – azokat a filmeket, amelyekben az azonos neműek közötti kapcsolatok a történet vezetése szempontjából lényegesek.
| Ábécé szerinti tartalomjegyzék                                                                           |
| --- |
| A, Á B C Cs D Dz Dzs E, É F G Gy H I, Í J K L Ly M N Ny O, Ó Ö, Ő P Q R S Sz T Ty U, Ú Ü, Ű V W X Y Z Zs |

## 0-9
- 54 (54) – amerikai filmdráma, 1998, 93 perc, r.: Mark Christopher (Háttér)

## A
- A Dangerous Man: Lawrence After Arabia (Arábiai Lawrence: egy veszélyes ember) – színes angol filmdráma, 1990, 104 perc, r.: Christopher Menaul (PORT.hu)
- A Fantastic Woman (Egy fantasztikus nő) – chilei filmdráma, 2017, 104 perc, r.: Sebastián Lelio (PORT.hu)
- A Girl Like Me: The Gwen Araujo Story (Gyűlölt másság) – színes amerikai filmdráma, 2006, 85 perc, r.: Agnieszka Holland (PORT.hu)
- A Home at the End of the World (Otthon a világ végén) – színes, amerikai filmdráma, 2004, 97 perc, r.: Michael Mayer (fsz.: Colin Farrell)(PORT.hu)
- A király és a bohóc – színes dél-koreai filmdráma, 2005, 119 perc, r.: I Dzsunik (PORT.hu)
- American Beauty (Amerikai szépség) – színes magyarul beszélő amerikai filmszatíra, 1999, 120 perc, r.: Sam Mendes (PORT.hu)
- American Psycho (Amerikai pszicho) – színes magyarul beszélő amerikai-kanadai horror, 2000, 101 perc, r.: Mary Harron (PORT.hu)
- An Early Frost (Korai fagy) – amerikai filmdráma, 1985, 96 perc, r.: John Erman (wiki)
- Any Mother's Son (Gyilkos előítélet) – amerikai filmdráma, 1997, 90 perc, r.: David Burton Morris (PORT.hu)
- Aus dem Leben der Marionetten (Jelenetek a bábuk életéből) ‑ színes, fekete-fehér NSZK-svéd filmdráma, 1980, 99 perc, r.: Ingmar Bergman (PORT.hu)
- A Single Man (Egy egyedülálló férfi), színes, amerikai filmdráma (2009), 99 perc Tom Ford rendezésében, a főszerepekben Colin Firth, Julianne Moore és Nicholas Hoult
- A Perfect Ending (Tökéletes befejezés) – 2012. (USA) ‧ Romantikus/Filmdráma ‧ 1 ó 54 p. Rendező: Nicole Conn. Főszereplők: Barbara Niven, Jessica Clark.  ([https://www.imdb.com/title/tt1823059/])

## B
- Beautiful Thing (Csodálatos dolog) – angol romantikus vígjáték, 1996, 90 perc, r.: Hettie MacDonald (PORT)
- Bernard and Doris (Bernard és Doris) – amerikai-angol életrajzi dráma, romantikus vígjáték, 2006, 103 perc, r.: Bob Balaban (PORT, Mafab, IMDb)
- Billy Elliot (Billy Elliot) – angol filmdráma, 2000, 110 perc, r.: Stephen Daldry (cspv.hu)
- Black Swan (Fekete hattyú) – amerikai filmdráma, 2010, r.: Darren Aronofsky (PORT.hu)
- Boy Culture – amerikai filmdráma, 2006, 88 perc, r.: Q. Allan Brocka (IMDb)
- Boys Don't Cry (A fiúk nem sírnak) – színes magyarul beszélő amerikai filmdráma, 1999, 118 perc, r.: Kimberly Peirce (PORT.hu)
- Breakfast on Pluto (Reggeli a Plútón) – ír-angol vígjáték, 2005, r.: Neil Jordan ()
- Brideshead Revisited (Utolsó látogatás) – angol filmdráma, 2008
- Brokeback Mountain – Túl a barátságon – amerikai filmdráma, 2005, 134 perc, r.: Ang Lee (filmkatalogus.hu)
- But I’m a Cheerleader – amerikai vígjáték (1999)
- Buying the Cow (Én és én, meg a tehén) – amerikai romantikus vígjáték, 2002, 88 perc, r.: Walt Becker (fsz.: Jerry O’Connell, Ryan Reynolds, Ron Livingston) (PORT.hu)

## C
- Cabaret (Kabaré) – színes feliratos amerikai musical, 1972, 120 perc, r.: Bob Fosse (fsz.: Liza Minnelli) (PORT.hu)
- Call Me by Your Name (Szólíts a neveden) – olasz-francia-brazil-amerikai romantikus dráma, 2018, 132 perc, r.: Luca Guadagnino (fsz.: Armie Hammer, Timothée Chalamet) (PORT.hu)
- Castillos de cartón (Kártyavárak) – színes spanyol dráma, 2009, 94 perc, r.: Salvador García Ruiz (fsz.: Adriana Ugarte, Biel Duran, Nilo Mur) (Moviepilot)
- Chromophobia (Kromofóbia) – amerikai-angol-francia filmdráma, 2005, 134 perc, r. Martha Fiennes (fsz.: Ralph Fiennes, Damian Lewis, Penélope Cruz, Kristin Scott Thomas, Ian Holm) (PORT.hu)
- Coming out – magyar filmvígjáték, 2013, 96 perc, r.: Orosz Dénes (PORT.hu)
- Copycat (Tökéletes másolat) – amerikai thriller, 1995, 124 perc, r.: Jon Amiel (PORT.hu)
- Cruel Intentions (Kegyetlen játékok) – amerikai thriller, 1999, 97 perc, r.: Roger Kumble (PORT.hu)

## D
- Danielle Laidley: Two Tribes – színes ausztrál dokumentumfilm, 2023, 89 perc, r.: Julie Kalceff, Sam Matthews (IMDb)
- Death at a Funeral (Halálos temetés) – színes, magyarul beszélő, amerikai-német-angol vígjáték, 2007, 90 perc, r.: Frank Oz (PORT.hu)
- Do Começo ao Fim (Bölcsőtől a sírig) – színes, brazil filmdráma, 2009, 94 perc, r.: Aluizio Abranches (fsz.: Rafael Cardoso, João Gabriel Vasconcellos) (PORT.hu[halott link])
- Doing Time on Maple Drive (Családi szennyes) – amerikai filmdráma, 1992, 92 perc, r.: Ken Olin (Háttér)
- Donne-Moi La Main – francia-német filmdráma, 2008, 80 perc, r.: Pascal-Alex Vincent (IMDb)

## E
- East Side Story – amerikai romantikus vígjáték, 2006, 88 perc, r.: Carlos Portugal (IMDB)
- Elena Undone (A lelkész felesége) – amerikai romantikus dráma, 2010, 111 perc
- Edward II (II. Edward) – angol történelmi dráma, 1991, 90 perc, r.: Derek Jarman (PORT.hu)
- Elephant (Elefánt) – amerikai filmdráma, 2003, 79 perc, r.: Gus Van Sant (Háttér)

## F
- Faustrecht der Freiheit (A szabadság ököljoga) ‑ színes német dráma, 1974, 123 perc, r.: Rainer Werner Fassbinder (PORT.hu)
- Firebird – színes angolul beszélő angol-észt film, 2021, 107 perc, r.: Peeter Rebane

() 
- Flirt (Flört) – amerikai-német-japán filmdráma, 1995, 80 perc, r.: Hal Hartley (PORT.hu)
- Formula 17- tajvani romantikus vígjáték (2004)
- A Frozen Flower, dél-koreai filmdráma 2008, r.: Ju Ha

## G
- Gohatto (Tabu) ‑ színes magyarul beszélő francia-angol-japán történelmi dráma, 1999, 100 perc, r.: Oshima Nagisa (PORT.hu)
- Gouttes d'eau sur pierres brulantes (Vízcseppek a forró kövön) ‑ színes feliratos francia filmdráma, 1999, 90 perc, r.: François Ozon (írta: Rainer Werner Fassbinder) (PORT.hu)

## H
- Hamam (Törökfürdő) – török-olasz-spanyol romantikus dráma, 1997, 96 perc, r.: Ferzan Özpetek (PORT.hu)
- Happy Endings (Hepiendek) – amerikai vígjáték, 2005, 128 perc, r.: Don Roos (fsz.: Bobby Cannavale, Lisa Kudrow) (PORT.hu)
- Happy Together (Chun gwong cha sit, Édes2kettes) – színes, fekete-fehér hongkongi filmdráma, 1997, 92 perc, r.: Wong Kar-Wai (PORT.hu)

## I
- If These Walls Could Talk 2 (Ha a falak beszélni tudnának 2) – 2000
- I Now Pronounce You Chuck and Larry (Férj és férj) – amerikai vígjáték (2007)
- Imagine Me & You (Egy szoknya, egy szoknya) – angol vígjáték (2005)
- Infamous (A Hírhedt) – amerikai filmdráma, 2006, 110 perc, r.: Douglas McGrath (PORT.hu)

## J
- Jeffrey (Jeffrey – Valami más) – amerikai vígjáték, 1995, 92 perc, r.: Christopher Ashley (fsz.: Michael T. Weiss, Steven Weber, Patrick Stewart, Sigourney Weaver) (PORT.hu)
- Jongens ( Boys – Srácok) – Holland dráma, 2014, 76 perc

## K
- Kinky Boots (Mr. Tűsarok) – amerikai-angol vígjáték, 2005, 107 perc, r.: Julian Jarrold (PORT.hu)

## L
- La ley del deseo (A vágy törvénye) – színes spanyol romantikus dráma, 1987, 102 perc, r.: Pedro Almodóvar (fsz.: Antonio Banderas) (PORT.hu, Mafab, IMDb)
- La Mala Educación (Rossz nevelés) – spanyol dráma, 2004, 106 perc, r.: Pedro Almodóvar (origo.hu)
- La Mission (A lélek másik oldala) – amerikai dráma, 2009, 117 perc, r. Peter Bratt (PORT.hu, Mafab, IMDb)
- Laberinto de pasiones (A szenvedélyek labirintusa) – spanyol romantikus vígjáték, dráma, 1982, 100 perc, r. Pedro Almodóvar (PORT.hu, Mafab, IMDb)
- Les Infidèles (A két mesterlövész, angol nyelvű címe: The Players) – francia szkeccsfilm, 2012, 109 perc, r.: Gilles Lellouche, Eric Lartigau, Michel Hazanavicius, Jean Dujardin, Alexandre Courtes, Fred Cavayé, Emmanuelle Bercot (fsz.: Jean Dujardin, Gilles Lellouche) (PORT.hu)
- Los abrazos rotos (Megtört ölelések) – színes, magyarul beszélő, spanyol dráma, 2009, 128 perc, r.: Pedro Almodóvar (fsz.: Penélope Cruz) (PORT.hu)
- Looking(wd) (Keresem...) – színes, amerikai vígjátéksorozat, 30 perc, 2014. (PORT.hu)
- Love, Simon (Kszi, Simon) – amerikai, romantikus

## M
- Magnolia (Magnólia) – amerikai filmdráma, 1999, 188 perc, r.: Paul Thomas Anderson (Port.hu, Mafab, IMDb)
- Milk – színes, magyarul beszélő, amerikai életrajzi dráma, 2008, 128 perc, r.: Gus Van Sant (fsz.: Sean Penn) (PORT.hu)
- Mixed nuts (Segítség, karácsony!), amerikai vígjáték, 1994, 93 perc, r.: Nora Ephron (fsz.: Steve Martin, Anthony LaPaglia, Adam Sandler, Liev Schreiber) (PORT.hu)
- My beautiful laundrette (Az én szép kis mosodám) – angol dráma, 1985, 97 perc r.: Stephen Frears (PORT.hu)
- My One and Only (Egyetlenem) – színes, amerikai vígjáték, 2009, 103 perc, r.: Richard Loncraine (fsz.: Renée Zellweger, Kevin Bacon) (PORT.hu)
- My Own Private Idaho (Otthonom, Idaho) – amerikai filmdráma, 1991, 102 perc, r.: Gus Van Sant (fsz.: Keanu Reeves, River Phoenix) (PORT.hu)
- More Beautiful for Having Been Broken (Törötten még szebb) – 2019. ‧ (USA) Filmdráma ‧ 1 ó 51 p, Rendező: Nicole Conn. Főszereplők: Zoe Ventoura , Kayla Radomski. https://www.imdb.com/title/tt7326320/

## N
- National Lampoon Presents Dorm Daze (Agyatlan ágyasok) – amerikai vígjáték, 2003, 96 perc, r.: David Hillenbrand és Scott Hillenbrand (filmkatalogus.hu)
- Next Goal Wins (A győztes gól) – amerikai-brit vígjáték, sportfilm, 2023, 104 perc, r.: Taika Waititi (Port.hu, Mafab, IMDb)[1]

## P
- Pa negre (Fekete lelkek) – színes, magyarul beszélő, katalán eredeti nyelvű spanyol-francia filmdráma, 2010, 109 perc, r. : Agustí Villaronga (PORT.hu)
- Playing by Heart (Szeress, ha tudsz!) – angol-amerikai romantikus vígjáték, 1998, 121 perc, r.: Willard Carroll (cspv.hu)
- Peacock – amerikai filmdráma, 2010, 90 perc, r.: Michael Lander ()

## Q
- Querelle – színes, magyarul beszélő (1996), angol eredeti nyelvű NSZK-francia filmdráma, 1982, 100 perc, r.: Rainer Werner Fassbinder (PORT.hu)

## S
- Salò o le 120 giornate di Sodoma (Salò, avagy Szodoma 120 napja) – olasz-francia filmdráma, 1975, 117 perc, r.: Pier Paolo Pasolini (PORT.hu)
- Kegyetlen báj (Savage Grace) – színes, spanyol-amerikai-francia filmdráma, 2007, 94 perc, r.: Tom Kalin (fsz.: Julianne Moore)(PORT.hu)
- Menteni a menthetőt (Saving Face) – amerikai romantikus vígjáték (2004)
- Szent Sebestyén (Sebastiane) – 1976-ban készült színes, angol filmdráma.
- Sex Up – ich könnt' schon wieder (Német pite 2.) – német vígjáték, 2005, 90 perc, r.: Florian Gärtner (PORT.hu)
- Sleepers – A pokoli lecke (Sleepers) – amerikai filmdráma, 1996, 147 perc, r.: Barry Levinson (PORT.hu, Háttér)

## T
- The Adventures of Priscilla: Queen of the Desert (Priscilla, a sivatag királynőjének kalandjai) színes magyarul beszélő ausztrál vígjáték, 1994, 104 perc r.: Stephan Elliott (PORT.hu)
- The Big Tease (A nagy hajcihő) – angol-amerikai vígjáték, 1999, 82 perc, 1999 r.: Kevin Allen (PORT.hu)
- The Broken Hearts Club: A Romantic Comedy (Barátságpróba) – amerikai filmdráma, 2000, 94 perc, r.: Greg Berlanti (PORT.hu)
- The Crying Game (A síró játék) – színes, magyarul beszélő angol filmdráma, 1992, 112 perc, r.: Neil Jordan (PORT.hu, Mafab, IMDb)
- The Danish Girl (A dán lány) – színes, magyarul beszélő amerikai-brit-belga-német film, 2015, 119 perc, r. :Tom Hooper (PORT.hu)
- The Deep End (Mélyvíz) – amerikai krimi, 2001, 99 perc, r.: Scott McGehee és David Siegel (filmkatalogus.hu)
- The Detective (A detektív) ‑ amerikai krimi, 1968, 114 perc, r.: Gordon Douglas (fsz.: Frank Sinatra) (PORT.hu)
- The Garden (A kert) ‑ angol-német filmdráma, 1990, 88 perc, r.: Derek Jarman (PORT.hu)
- The Hanging Garden (A függőkert) – kanadai-angol romantikus dráma, 1997, 91 perc, r.: Thom Fitzgerald (filmkatalogus.hu)
- The Hours (Az órák) ‑ színes magyarul beszélő amerikai romantikus dráma, 2002, 114 perc, r.: Stephen Daldry (PORT.hu)
- The Kids Are All Right – színes amerikai vígjáték 2010, 106 perc, r.: Lisa Cholodenko ()
- The Leather Boys (A bőrkabátos fiúk) ‑ angol filmdráma, 1964, 107 perc, r.: Sidney J. Furie (PORT.hu)
- The Name of the Rose (A rózsa neve) – olasz-francia-NSZK thriller, 1986, 130 perc, r.: Jean-Jacques Annaud (PORT.hu, Háttér)
- The Next Best Thing (A második legjobb dolog) ‑ színes magyarul beszélő amerikai romantikus vígjáték, 2000, 103 perc, r.: John Schlesinger (fsz.: Madonna & Rupert Everett, zene: American pie) (PORT.hu)
- The Night Listener (Az éjszaka hangjai) – amerikai thriller, 2006, 81 perc, r.: Patrick Stettner (fsz.: Robin Williams, Bobby Cannavale) (PORT.hu)
- The Stepford Wives (A stepfordi feleségek) – amerikai vígjáték, 2004, 93 perc, r.: Frank Oz (fsz.: Nicole Kidman, Matthew Broderick) (PORT.hu)
- The Veteran (A veterán: Kísért a múlt) – amerikai háborús film, 2006, 85 perc, r.: Sidney J. Furie (filmkatalogus.hu)
- This Boy's Life (Ez a fiúk sorsa) – amerikai filmdráma, 1993, 113 perc, r.: Michael Caton-Jones (Háttér)
- To Kill a Priest (Megölni egy papot) – színes, magyarul beszélő, amerikai-francia filmdráma, 1988, 113 perc, r.: Agnieszka Holland (fsz.: Christopher Lambert, Ed Harris, Tim Roth) (PORT.hu)
- To Wong Foo Thanks for Everything, Julie Newmar (Wong Foo, kösz mindent! – Julie Newmar) – amerikai vígjáték, 1995, 109 perc, r.: Beeban Kidron (PORT.hu)
- Transamerica színes feliratos amerikai kalandfilm, 2005, 103 perc, r.: Duncan Tucker (PORT.hu)
- Threesome (Édeshármas) – amerikai vígjáték, 1994, 93 perc, r.: Andrew Fleming (filmkatalogus.hu)
- Trick or Treat Scooby-Doo! (Csokit vagy csalunk, Scooby-Doo!) amerikai animációs filmvígjáték, 2022 r.: Audie Harrison
- Trust the Man (Házasság a négyzeten) – színes, magyarul beszélő, amerikai romantikus vígjáték, 2005, 103 perc, r.: Bart Freundlich (fsz.: Julianne Moore, David Duchovny) (PORT.hu)

## W
- Wilde – angol életrajzi dráma (1997)
- Wittgenstein – angol filmdráma, 1993, 70 perc, r.: Derek Jarman (PORT.hu)
- Weekend(wd) (Hétvége) – angol filmdráma (2011), 97 perc Andrew Haigh rendezésében

## X
- XXY – argentin-spanyol-francia filmdráma, 2007, 86 perc, r.: Lucía Puenzo (Port.hu)

## Y
- Yossi & Jagger – izraeli romantikus dráma (2002)